# 杨泰师
杨泰师，渤海国将领、诗人，杨氏。
渤海文王大钦茂时，杨泰师官至归德将军。文王大兴二十一年（唐肃宗乾元元年、日本天平宝字二年、758年）秋，杨泰师与辅国大将军杨承庆等二十三人出使日本，为副使。九月，登陆。十二月，入平城京。次年正月，孝谦天皇授任他为从三位。杨泰师能作诗，与日本文士以诗酬答。其诗《夜听捣衣诗》：“籍天月照夜河明，客子思归别有情。厌坐长宵愁欲死，忽闻邻女捣衣声，声来断续因风至，夜久星低无暂止。自从别国不相闻，今在他乡听相似。”由日本正使高元度、副使内藏全成护送回到渤海国。